# FK Tom Tomsk
Futbolnij klub Tomʹ eller engelsk FC Tom er en russisk fodboldklub fra byen Tomsk.

## Historiske slutplaceringer
| Sæson   | Niveau | Liga           | Placering | Kilde |
| ------- | ------ | -------------- | --------- | ----- |
| 2011-12 | 1.     | Premier League | 15.       | [ 2 ] |
| 2012-13 | 2.     | FNL            | 2.        | [ 3 ] |
| 2013-14 | 1.     | Premier League | 13.       | [ 4 ] |
| 2014-15 | 2.     | FNL            | 4.        | [ 5 ] |
| 2015-16 | 2.     | FNL            | 3.        | [ 6 ] |
| 2016-17 | 1.     | Premier League | 16.       | [ 7 ] |
| 2017-18 | 2.     | FNL            | 15.       | [ 8 ] |

## Kendte spillere
- Maksim Kanunnikov
- Fyodor Kudryashov
- Pavel Pogrebnyak
- Igor Portnyagin
- Aleksei Rebko
- Egor Filipenko
- Jevgeni Novikov
- Sergei Pareiko
- Norbert Németh
- Ádám Pintér
- Andrius Gedgaudas
- Andrius Skerla
- Goran Maznov
- Adrian Ropotan
- Daisuke Matsui